# Sunna
Sunna nebo také suna (arabsky سنة‎) znamená doslovně „cesta“ nebo „zvyk“ a tvoří jeden z pramenů islámského práva. Je to soubor výroků a činů Mohameda od té doby, kdy se ve svých čtyřiceti letech stal prorokem.

## Původ sunny
Mohamedova smrt v roce 632 znamenala podle muslimů definitivní uzavření božích seslání – jeho prorockou roli nikdo další nepřevzal. Korán byl vzat jako souhrn všech nařízení, která Alláh lidstvu dal. Velmi záhy se však ukázalo, že Korán sám o sobě sice obsahuje řadu pravidel, ale ty mají obvykle pouze formu doporučení a vztahují se často jen ke konkrétní situaci, ve které se v době seslání muslimská obec nacházela. Vágní verše Koránu, které navíc neříkají nic o trestech (až na několik výjimek), nemohly rodícímu se teokratickému státu (chalífát) vystačit jako jediný právní pramen. Přirozeným řešením se stala sunna, soubor Mohamedových výroků a činů. Toto slovo lze obtížně nahradit českým výrazem, občas se používá fráze prorocká tradice.
V islámu je oddělení božského seslání a soukromých výroků Mohameda velice zajímavý a unikátní. Mohamed kladl na oddělení božího slova od svého veliký důraz. Ostatně v Koránu bůh často promlouvá přímo k Mohamedovi, odpovídá na jeho problémy a dokonce jen kárá, jak je tomu ve verších 80:1–10.
Odůvodnění využívání sunny jako dalšího pramene lze nalézt přímo v Koránu. Verše 33: 21 a 38 a 7:158 vybízejí věřící, aby následovali svého Proroka jako živoucí příklad vhodného chování. Některé sekty a myšlenkové školy vidí sunnu na stejné úrovni, jako je Korán, veškeré Mohamedovo chování pokládají za vnuknuté bohem. Dnes je brána jako doplněk Koránu či jako jeho vysvětlení. Raní myslitelé naopak hodnotili sunnu velmi nízko, pro nevalnou věrohodnost většiny hadísů.

## Vznik sunny a její ověřování
První zprávy o tom, co Mohamed vlastně udělal a řekl, začaly vznikat hned po jeho smrti. Předávaly se nejdřív ústně. Jedna taková zpráva o nějakém výroku nebo činy Mohameda se nazývá hadís.
Obrovské množství hádisů bylo naprosto vymyšleno, většinou aby podpořilo stanoviska té které strany a především vládnoucí dynastie. Hadísy si navzájem odporovaly a narůstání jejich počtu představovalo vážnou hrozbu autoritě jednotného chalífátu. Vznikla tak potřeba kodifikovat věrohodné hadísy a vyloučit ty pochybné.
Sběratelé hadísů byli postaveni před nelehký úkol. Al-Buchárí, autor nejuznávanější sbírky hadísů, prý vybíral z několika stovek tisíc jednotlivých tradic. Poté, co procestoval celý islámský svět, dal nakonec dohromady 9 tisíc hadísů, které pokládá za správné. Nicméně i o věrohodnosti některých z nich měl pochyby.
Základní metodou, která se nakonec při ověřování pravosti prosadila, je sestavování jakéhosi rodokmenu tradic. Každý hadís je nejprve uveden řetězcem osob (isnád nebo silsila), který by měl spojovat editora sbírky a nějakého blízkého společníka Mohameda. Badatelé se pak pokoušeli prokázat důvěryhodnost nebo naopak nedůvěryhodnost osob v řetězci. Luboš Kropáček zmiňuje druha Proroka Abú Hurajrova a jeho 5347 hadísů s nevalnou důvěrou v islámském světě.
I sbírek hadísů existuje velké množství. V sunnitském světě se nakonec prosadilo šest sbírek, které jsou považovány za pravé. Jedná se o sbírku již uvedeného Buchárího, dále Muslima al-Hajaje, Abú Da´uda, al-Tirmidhího, al-Nasa´ie a Ibn Maja. Poslední z nich bývá občas zaměňován s Málikem ibn Anasem, zakladatelem jedné z hlavních právních škol. Jeho sbírka je považována za velmi kvalitní, ale jelikož vznikla dříve, postrádá propracovaný „rodokmen“ isnád.

## Ověřování hadísů
Přes jistou redukci hadísů je stále jejich množství tak ohromné, že bylo nutno určit další metody jejich zpracovávání v konkrétní právní postoje. Uznané tradice tak byly rozděleny do tří kategorií – správné (salih), dobré (hasan) a slabé (da´if). První skupina je všeobecně uznána a nejsou vůči ní vznášeny žádné vážnější výhrady. U hadísů druhé kategorie je možné nalézt jisté nedostatky, ale obecně jsou považovány za pravé. U poslední kategorie je věrohodnost tradic značně nejistá a je možné o nich mít velké pochyby.
U hadísů se také užívá pravidla nasch, tedy rušení starších tradic novějšími. Tato praxe je však i zde stejně sporná, jako u Koránu, možná ještě více. U hadísů se obvykle spíše sleduje konkrétní situace, při které měl vzniknout. Obrovské množství tradic umožňuje islámským učencům využít jich jako argument téměř pro cokoliv.

## Sunna a nesunnitští muslimové
Šíitská i cháridžovská odnož islámu spolu s některými novodobějšími sektami neuznávají mnohé z hadísů ani celé některé sbírky. Důvody jsou především politické – šíité například odmítají uznat hadísy sestavené sunnity, místo toho mají vlastní sbírky výroků Proroka, Alího i ostatních chalífů, které jednotlivé šíitské odnože uznávají. Všechny přitom mají stejnou hodnotu. Rozštěpení šíité se však nikdy na žádné kanonizované sbírce hadísů neshodli, přičemž používají i mnohé ze sunnitských sbírek spolu s vlastními.